# Sibylloblatta panesthoides
Sibylloblatta panesthoides är en kackerlacksart som först beskrevs av Walker, F. 1868.  Sibylloblatta panesthoides ingår i släktet Sibylloblatta och familjen jättekackerlackor.
Artens utbredningsområde är Jamaica. Inga underarter finns listade i Catalogue of Life.